# Віпітено
Віпітено (італ. Vipiteno, нім. Sterzing) — муніципалітет в Італії, у регіоні Трентіно-Альто-Адідже,  провінція Больцано.
Віпітено розташоване на відстані близько 570 км на північ від Рима, 95 км на північ від Тренто, 45 км на північ від Больцано.

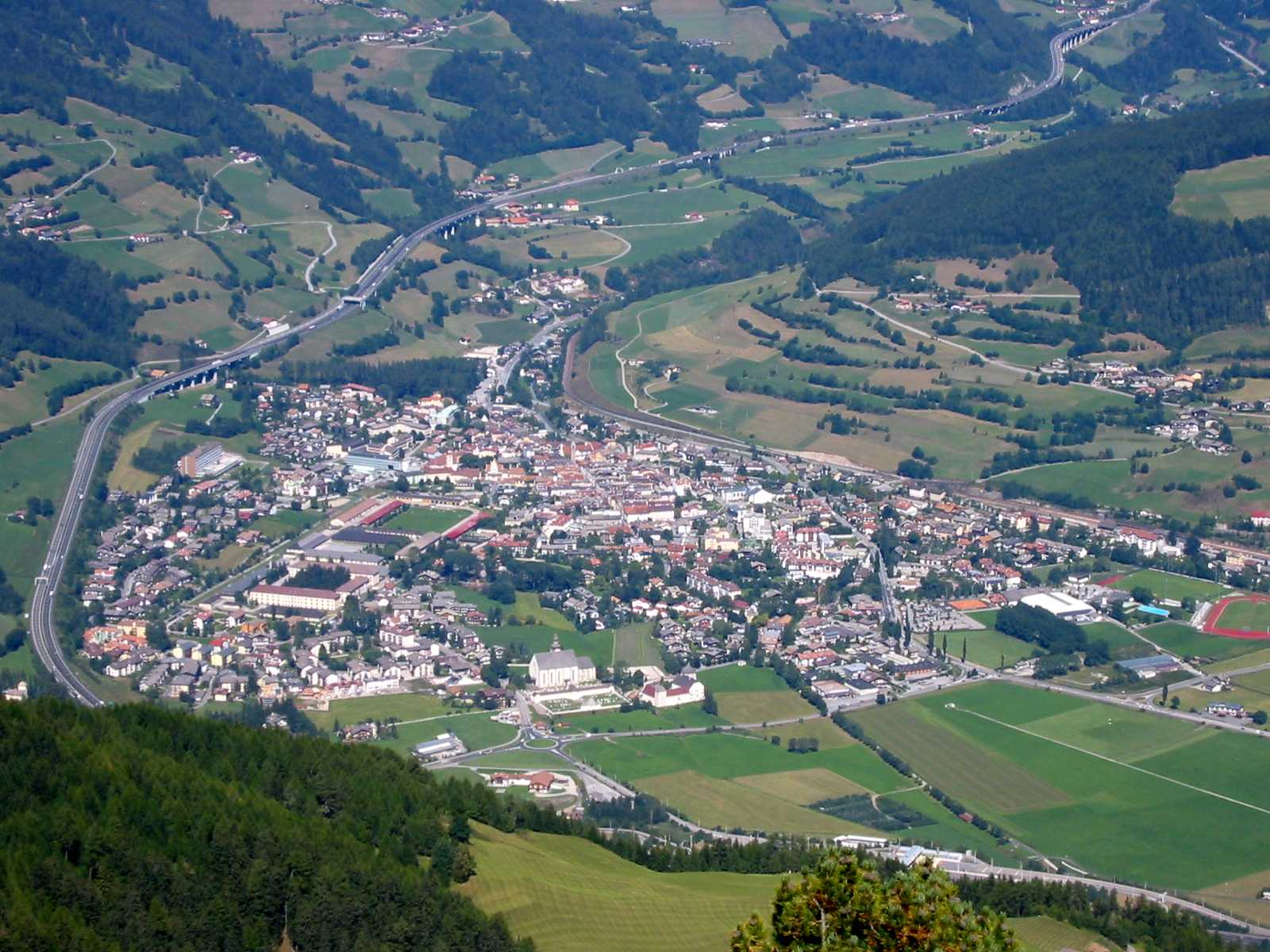

Населення — 6803 особи (2014).

## Демографія
Населення за роками:

Станом на 1 січня 2023 року в муніципалітеті офіційно проживав 801 іноземець з 53 країн, серед них 207 громадян країн Євросоюзу та 23 громадяни України.

## Сусідні муніципалітети
- Бреннеро
- Кампо-ді-Тренс
- Рачинес
- Валь-ді-Віцце